# ستيف كوري (لاعب كرة قدم أمريكية)
ستيف كوري (بالإنجليزية: Steve Coury)‏ هو لاعب كرة قدم أمريكية أمريكي، ولد في 1957.